# إلمو جدعون
إلمو جدعون (بالإنجليزية: Elmo Gideon)‏ هو فنان أمريكي، ولد في 11 يناير 1924 في أوفرلاند بارك في الولايات المتحدة، وتوفي في 21 ديسمبر 2010 في توماسفيل في الولايات المتحدة.